# South Haven
South Haven (în română Refigiul de Sud) este un oraș din statul american Michigan. Cea mai mare parte a orașului se află în comitatul Van Buren, deși o mică parte se extinde în comitatul Allegan. La recensământul din 2010, populația era de 4.403.
Datorită poziției sale pe lacul Michigan, la gura râului Negru, South Haven a fost întotdeauna un oraș portuar. În timpul stabilirilor coloniale, liniile navale majore s-au oprit acolo, asemenea pasagerilor și a mărfurilor. La începutul anilor 1900, South Haven a devenit un oraș turistic, denumit uneori „Catskillșii Vestului Mijlociu”. South Haven este o atracție turistică regională majoră datorită portului și plajelor sale recreative. Este capătul vestic al traseului Kal-Haven, popular printre bicicliști și snowmobileri. În apropiere se află Parcul de Stat Van Buren.